# Pablo Lastras
Pablo Lastras García (San Martín de Valdeiglesias, Comunidade de Madri, 20 de janeiro de 1976) é um ciclista espanhol, profissional entre 1997 e 2015, e atualmente director desportivo.
Estreiou como profissional no ano 1997 com o Banesto, em cujas fileiras permaneceu até à sua retirada, com a estrutura da Movistar Team. Em seu palmarés destaca que tem ganhado ao menos uma etapa na cada uma das três Grandes Voltas. Era conhecido dentro do pelotão pelo apelido de Penkas.
É um dos produtos da desenvolvimento de ciclistas da Fundação Provincial Desportiva Víctor Sastre, situada em El Barraco (província de Ávila).
Toda a sua carreira desportiva tem decorrido na estrutura de equipas de Eusebio Unzue e José Miguel Echavarri. É um dos poucos ciclistas espanhóis que tem conseguido vitórias de etapa nas três grandes voltas. (Tour, Giro e Volta).
Em 2008 obteve a vitória na prova não oficial do Criterium Cidade de Jaén.
A 29 de outubro de 2015 anunciou a sua retirada do ciclismo depois de dezanove temporadas como profissional e com 39 anos de idade devido à grave lesão que sofreu como consequência de uma queda na Volta à Catalunha. Um ano mais tarde anunciou que passaria a fazer parte do staff técnico do conjunto Movistar Team.

## Palmarés
| 1997 - Memorial Manuel Galera 1999 - 1 etapa do Troféu Joaquim Agostinho - 1 etapa da Volta a Portugal 2000 - 1 etapa da Volta ao Miño 2001 - 1 etapa do Giro d'Italia - Memorial Manuel Galera 2002 - 2 etapas da Volta a Espanha 2003 - 1 etapa do Tour de France - Volta a Burgos | 2005 - 1 etapa da Volta à Suíça 2007 - 1 etapa do Tour do Benelux 2008 - Volta à Andaluzia 2011 - 1 etapa da Volta a Espanha |

## Resultados em Grandes Voltas e Campeonato do Mundo
Durante a sua carreira desportiva tem conseguido os seguintes postos nas Grandes Voltas e nos Campeonatos do Mundo em estrada:
| Carreira           | 1997 | 1998 | 1999 | 2000 | 2001 | 2002 | 2003 | 2004 | 2005 | 2006 | 2007 | 2008 | 2009 | 2010 | 2011 | 2012 | 2013 | 2014 | 2015 |
| ------------------ | ---- | ---- | ---- | ---- | ---- | ---- | ---- | ---- | ---- | ---- | ---- | ---- | ---- | ---- | ---- | ---- | ---- | ---- | ---- |
| Giro d'Italia      | -    | -    | -    | -    | 49º  | -    | -    | -    | -    | -    | 42º  | 64º  | 41º  | 113º | 37º  | Ab.  | 84º  | -    | -    |
| Tour de France     | -    | -    | -    | -    | -    | -    | 67º  | -    | -    | -    | -    | -    | -    | -    | -    | -    | -    | -    | -    |
| Volta a Espanha    | -    | -    | -    | -    | -    | 17º  | 55º  | 38º  | 20º  | 48º  | -    | -    | -    | -    | 44º  | 74º  | Ab.  | -    | -    |
| Mundial em Estrada | -    | -    | -    | -    | -    | 159º | -    | -    | -    | -    | -    | -    | -    | -    | 97º  | Ab.  | -    | -    | -    |

-: não participa

Ab.: abandono

## Equipas
- Banesto/Caisse d'Epargne/Movistar (1997-2015)
  - Banesto (1997-2000)
  - ibanesto.com (2001-2003)
  - Illes Balears-Banesto (2004)
  - Illes Balears-Caisse d'Epargne (2005)
  - Caisse d'Epargne-Illes Balears (2006)
  - Caisse d'Epargne (2007-2010)
  - Movistar Team (2011-2015)